# Église Saint-Antoine-de-Padoue de Varsovie
L’église Saint-Antoine-de-Padoue (polonais : kościół św. Antoniego Padewskiego) une église située rue Senatorska, dans l'arrondissement de Śródmieście (Centre-ville) à Varsovie. 

## Sources
- (pl) Cet article est partiellement ou en totalité issu de l’article de Wikipédia en polonais intitulé « Kościół św. Antoniego Padewskiego w Warszawie (Śródmieście) » (voir la liste des auteurs).